# Christopher Moltisanti
Christopher Moltisanti je fiktivni lik iz HBO-ove televizijske serije Obitelj Soprano kojeg glumi Michael Imperioli. Bio je štićenik Tonyja Soprana i kapetan u zločinačkoj obitelji Soprano.

## Životopis
Christopher Moltisanti rođen je u obitelji Richarda "Dickieja" Moltisantija, vojnika u ekipi Soprano zločinačke obitelji DiMeo, i JoAnne Blundetto. Chris je rođak Carmele Soprano i drugi rođak Meadow i A.J. Soprana. Tony ga odmila zove nećakom jer su tijekom odrastanja imali zajedničkog rođaka, a on se brinuo za njega tijekom godina jer Christopher nikad nije imao očinsku figuru (njegov pravi otac, Dickie, ubijen je dok je Christopher bio vrlo mlad). Moltisanti je bio zaručen za Adrianu La Cervu prije njezina ubojstva.
Moltisanti je bio iznimno odan svojem ujaku — za kojeg je jednom rekao, "čovjek za kojim idem i u Pakao" — a Soprano mu je vjerovao više nego ikome drugom u cijeloj organizaciji. Tony mu je povjerevao osjetljive poslove, uključujući riješavanje tijela kapetana Richieja Aprilea i Ralpha Cifaretta. Međutim, Moltisanti je zapravo Tonyju služio kao zaštita od optužbi za reket.
Moltisanti je poznat po svojem problemtičnom ponašanju i raznim ovisnostima. Sklon je nasilnom i impulzivnom ponašanju, a u nekoliko mu prilika pozornost odvraćaju pustolovine kao što je pisanje scenarija. Neki članovi obitelji su ljubomorni na njega zbog njegove prisnosti s "ujakom". Prvo je njegov brzi uspon izazvao sukob s ostalim mafijašima kao što su Silvio Dante, Patsy Parisi i Paulie Gualtieri. Zatim je upao u probleme s drogom, postavši ovisan o heroinu i prisiljen otići na rehabilitaciju nakon intervencije svoje obitelji (posebno svoga ujaka), prijatelja i svoje zaručnice, Adriane. U prošlosti je Tonyjevoj kćeri prodao speed, kad ga je ona zatražila tijekom učenja za završne ispite (njegovo je objašnjenje bilo, da joj ga nije dao, ona bi otišla uličnim dilerima koji bi je vjerojatno silovali i ubili). Chris voli i skupe automobile te je tijekom serije vozio Lexus LS400, Mercedes CLK 430, Land Rover Range Rover, Hummer H2, Maserati Coupé Johna Sacrimonija (kojeg je Sack prodao nakon što je uhićen), a umro je 2007. nakon prometne nesreće u svojem Cadillac Escalade EXT-u, kojeg je kupio kad mu je vlada zaplijenila Maserati.
Christopherova poštapalica tijekom serije bila je, "I'm sorry, T!" ("T" je skraćenica od Tony). Poznat je po čestim kašnjenjima na sastanke, neodgovornosti u poslu i manjku razlučivosti u poslu što je posljedica uzimanja droge i alkoholizma. Zbog svega toga često se pronalazi u situaciji da se mora ispričavati svojem ujaku i šefu.

### "Nećak" Tonyja Soprana
Tony i Carmela Soprano povezani su s Christopherom preko dviju povezanih obiteljskih veza:
Chrisov pokojni otac, Dickie Moltisanti, bio je Carmelin prvi rođak; Dickiejeva majka i Carmelin otac bili su brat i sestra. To znači da je Chris Carmelin prvi rođak.
Chrisova majka alkoholičarka, Joanne, čije je djevojačko prezime Blundetto, sestra je Ala Blundetta; supruga Ala Blundetta Quintina je tetka Tonyja Soprana, sestra Livije Soprano. Budući da su Al i njegova supruga Quintina Blundetto roditelji Tonyja Blundetta, ujedno su i tetak i tetka Tonyja Soprana i Christophera Moltisantija. Drugim riječima, Tony i Christopher su prvi rođaci Tonyja Blundetta, ali ne i jedan drugom.
Dickie Moltisanti bio je vojnik u ekipi "Johnny Boy" Soprana te vrlo blizak s Tonyjem Sopranom. Tony se prisjeća da mu je Dickie bio kao veliki brat, kad je ubijen, mladi se Tony počeo brinuti za Chrisa i počeo ga zvati nećakom.

## Ubojstva koja je počinio Moltisanti
- Emil Kolar: Christopher ga upuca u glavu zbog propalog poslovnog dogovora u pozadini Satriale's Pork Storea (1999.).
- Mikey Palmice: u šumi ga ubijaju Paulie i Christopher zbog ubojstva Brendana Filonea i urote s Juniorom s ciljem Tonyjeva ubojstva (1999.).
- Sean Gismonte: Christopher ga ubija u samoobrani nakon što su ga on i suradnik Matthew Bevilaqua pokušali ubiti (2000.).
- Carlo Renzi: Christopher ga ustrijeli i ubije tijekom pljačke partije pokera (2001.).
- Dino Zerilli: Christopher i Albert Barese ga ustrijele i ubiju nakon što su Zerilli i Jackie, Jr. ustrijelili i ubili Sunshinea i ranili Furia Giuntu tijekom pljačke partije pokera (2001.).
- Detektiv poručnik Barry Haydu: Christopher ga likvidira u njegovu domu nakon što Tony obavijesti Christophera kako je on bio čovjek kojemu je plaćeno da mu ubije oca mnogo godina ranije (2002.).
- J.T. Dolan: pijani ga Chris ustrijeli u glavu nakon što Dolan uporno ne želi slušati Christopherove osobne probleme (2007.).

## Sudionik u ubojstvu
Christopher je pomogao riješiti se nekoliko ljudi koje su ubili drugi, uglavnom Tony. 
- Jimmy Altieri: Christopher ga namami i ustrijeli u potiljak po Silvijevoj naredbi. Chris pomaže Silviju riješiti se (ili bar prevesti) leš. (1999.)
- Richie Aprile: Zamotan, odnešen i isječen u podrumu Satriale's po Tonyjevoj naredbi nakon što ga je tijekom svađe ustrijelila Janice Soprano. (2000.)
- Tracee: Ralph Cifaretto pretuče striptizetu nasmrt; Tony i njegova ekipa zgroženi su Ralphovim postupkom, a Paulie Walnuts kaže Christopheru da "donese plahtu" iz striptiz kluba kako bi pokrili njezino tijelo. (2001.)
- Valerij: Paulie ga ustrijeli u glavu u šumi nakon što su ga on i Chris lovili. Međutim, postoji mogućnost da je preživio. (2001.)
- Ralph Cifaretto: Christopher mu odrubljuje glavu i šake i ubacuje ih u kuglačku torbu nakon što ga je Tony pretukao i zadavio. (2002.)
- Credenzo Curtis i Stanley Johnson: nakon što je pušten iz rehablilitacijskog centra Eleuthra, Tony daje Chrisu odgovornost angažiranja dvojice ubojica koji bi trebali njujorškog bossa Carminea Lupertazzija Sr. na zahtjev Johnnyja Sacka. On odabire Curtisa i Johnsona, dvojicu Afroamerikanaca iz Irvingtona za koje kaže kako misli da bi to mogli izvesti kao krađu auta. Nakon što se Johnny sporazumi s Carmineom i opozove ubojstvo, Chris dobiva zadatak uzimanja dvojice članova svoje ekipe da ubiju Johnsonove. S ubojicama se susreće na parkiralištu i daje im novac za ubojstvo koje se zapravo nikad nije dogodilo i odlazi iza parkirališta. Benny Fazio i Petey LaRosa zatim izlaze iz skrovišta i ubijaju dvojicu ubojica u autu. (2002.)
- Raoul: Christopher baca ciglu na njega, a Paulie ga zatim ustrijeli. (2004.)
- "Black" Jack Massarone: Christopher se dobrovoljno javlja da ubije Massaronea nakon što Tony posumnja da "Black Jack" ispod kape nosi mikrofon; ostaje nejasno tko je ubio Massaronea, ali postoji snažan dokaz da je to bio Christopher. (2004.)
- Adriana La Cerva: nakon što je priznala Christopheru da je bila doušnik FBI-a te otkrila važne informacije o obitelji Soprano, Christopher odlazi u Tonyjev podrum, smeten i očajan, ali svjestan da ona mora biti ubijena. Nakon što je pregledao Christophera u potrazi za mikrofonom, Tony pristaje na Chrisov zahtjev da ne ubije svoju zaručnicu. Međutim, Christopher parkira Adrianin automobil (u kojem se nalazi kofer s njezinim stvarima) na dugotrajno parkiralište zračne luke u pokušaju da prikaže kako sve upućuje njezin bijeg. (2004.)
- Tony Blundetto: Christopher ga zakopa nakon što ga Tony ubije sačmaricom kako bi zadovoljio New York. (2004.)
- Teddy Spirodakis: Chris zamoli Eugenea za uslugu, da ubije Spirodakisa dok će se zauzvrat Chris zauzeti kod Tonyja za Eugeneovo umirovljenje iz obitelji. (2006.)
- Rusty Millio: Chris organizira diskretni pokušaj ubojstva prema Tonyjevim naredbama preko dvojice talijanskih plaćenih ubojica kao uslugu Johnnyju Sacku. (2006.)

## Reference na Imperiolijevu karijeru
- Daleko najočitija referenca na Imperiolijevu karijeru su zanimanja njegova lika za film i televiziju, a obojica su scenaristi.
- Moltisanti u prvoj sezoni upuca prodavača u pekarnici u stopalo zbog spore usluge — referenca na Imperiolijev lik iz filma Dobri momci, Pauka, koji je upucan u stopalo iz istog razloga. Nakon što prodavač počne vikati od bola, Christopher odgovara, "Događa se".
- Christopher doživljava kobnu nesreću dok sluša soundtrack filma Pokojni, kojeg je režirao Martin Scorsese. Michael Imperioli prvu je značajniju ulogu odigrao u Scorseseovim Dobrim momcima.
- U epizodi "Live Free or Die", nakon što je potvrđeno da je Vito Spatafore homoseksualac, Christopher kaže, "Želim ubiti debelog pedera sam, bila bi mi to jebena čast. Odrezati mu braciole i nahraniti ga njima", što je referenca na Imperiolijev lik d'Ambrosia u filmu Mrtvi predsjednici kad istu stvar njemu učine sjeverni Vijetnamci. Braciole je talijansko-američko jelo načinjeno od smotanog mesa; u žargonu poprima konotaciju penisa.
- Na kraju epizode "Sibling Rivalry" serije Family Guy Stewie i Christopher Moltisanti kopaju rupu u šumi, a kasnije se otkriva kako je rupa namijenjena za sadnju mladog drveta. Stewie zatim otkriva da je Bertram, antagonist epizode, priznao poraz i pobjegao, na što Moltisanti odvraća, "Kakav mulac!".

## Vanjske poveznice
- Profil Christophera Moltisantija na hbo.com
- Christopher Moltisanti u internetskoj bazi filmova IMDb-u